# Eisenbahnunfall von Voorschoten

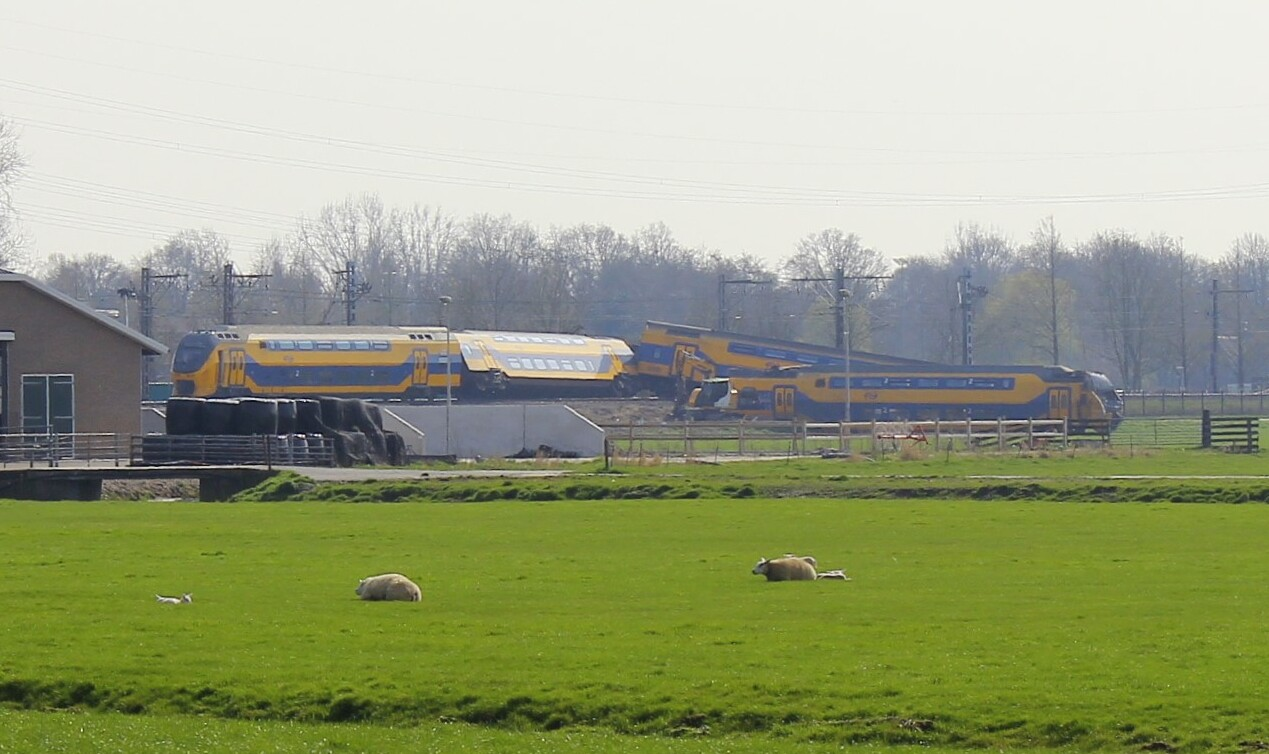
Der am Unfall beteiligte Zug der NS-Baureihe DD-IRM

Der Eisenbahnunfall von Voorschoten ereignete sich am 4. April 2023 bei Voorschoten in der niederländischen Provinz Zuid-Holland. Ein Güterzug und ein Intercity kollidierten auf der Bahnstrecke Amsterdam–Rotterdam nahe dem Eisenbahnhaltepunkt Voorschoten nacheinander mit einem Baufahrzeug. Eine Person wurde getötet und 30 weitere wurden verletzt; 19 davon wurden im Krankenhaus behandelt, darunter 3 auf einer Intensivstation.

## Unfall
Der Unfall ereignete sich auf der Bahnstrecke Amsterdam–Rotterdam im viergleisig ausgebauten Streckenabschnitt zwischen dem Bahnhof Leiden Centraal und dem Bahnhof Den Haag HS. In der Unfallnacht vom 3. auf den 4. April 2023 waren im Bereich des Haltepunktes Voorschoten zwei der vier Streckengleise für Wartungsarbeiten gesperrt. Diese Arbeiten erfolgten u. a. unter Einsatz eines Zweiwegefahrzeugs.
Gegen 3:25 Uhr kollidierte ein von DB Cargo betriebener, in Richtung Leiden verkehrender Güterzug unmittelbar südlich des Haltepunktes Voorschoten mit einem Baufahrzeug, das vermutlich auf einem der beiden nicht gesperrten Gleise stand, wodurch es in das Lichtraumprofil des benachbarten nicht gesperrten Gleises geschleudert wurde, wo kurz darauf ein entgegenkommender Intercity mit ihm zusammenstieß. Die vorderen drei Wagen des vierteiligen Intercitys entgleisten, wobei die ersten beiden Wagen neben der Strecke aufrecht zum Stehen kamen, während der dritte Wagen verkantet und deutlich nach links geneigt im Gleisbett zum Stehen kam.
Das Baufahrzeug soll laut Baufirma zum Unfallzeitpunkt auf einem der gesperrten Gleise gestanden haben, während die Züge auf nicht gesperrten Gleisen fuhren. Wie es zu der Kollision kam, ist daher bisher unklar.
Eine Person kam ums Leben und 30 Menschen wurden verletzt. Der Triebfahrzeugführer des Intercitys überlebte mit mehreren Knochenbrüchen, zwei Schaffner wurden verletzt. Ein kleines Feuer brach im letzten Wagen des Intercitys aus, das schnell gelöscht werden konnte. Eine „Code 50“-Warnung wurde herausgegeben, da anfangs mit mehr als 50 Verletzten gerechnet wurde, und eine GRIP-3-Situation wurde erklärt, da das Wohlergehen einer großen Anzahl von Menschen in einer einzigen Gemeinde bedroht war. Neunzehn Verletzte wurden ins Krankenhaus gebracht, wovon zehn bis zum Mittag entlassen wurden. Die getötete Person war ein Wartungsarbeiter, der bei der Royal BAM Group angestellt war.
Die beiden vom Güterzug und dem Intercity benutzten vorher nicht gesperrten Gleise wurden erheblich beschädigt, ebenso die Oberleitung. Der Streckenabschnitt Leiden–Den Haag wurde für Untersuchungs- und Instandsetzungsarbeiten komplett gesperrt. Ebenso wurde am Unfalltag der Eisenbahnverkehr von und nach Leiden eingestellt und ein Schienenersatzverkehr mit Bussen eingerichtet sowie zur Benutzung alternativer Verkehrsmittel geraten. Der Bahnhof Leiden Centraal war am Unfalltag zeitweise mit wartenden Reisenden überfüllt, die noch auf eine Wiederaufnahme des Bahnverkehrs hofften, und wurde daher für Reisende geschlossen.

## Untersuchungen
Nach dem Unfall leitete die niederländische Unfalluntersuchungsstelle eine Untersuchung ein, die sich auf den Einsatz des Baufahrzeugs auf dem richtigen Gleis sowie auf die Gleise, auf denen sich die verunfallten Züge befanden, konzentrieren wird. Es soll geklärt werden, ob die beiden zur Unfallzeit noch in Betrieb befindlichen Gleise der viergleisigen Strecke ebenfalls hätten gesperrt werden müssen. Die niederländische Polizei leitete ebenfalls eine strafrechtliche Untersuchung des Unfalls ein.